# جورج دوبويس
جورج دوبويس هو متزحلق سويسري، ولد في 19 مايو 1935.

## وصلات خارجية
- جورج دوبويس على موقع أوليمبيديا (الإنجليزية)